# Vesquenhaff
Vesquenhaff  ou parfois Ferme Vesque est un lieu-dit de la commune luxembourgeoise de Differdange située dans le canton d'Esch-sur-Alzette.